# Anartodes lanuginosa
Anartodes lanuginosa là một loài bướm đêm trong họ Noctuidae.